# جون غيبهارد
جون غيبهارد هو محامي وقاضي وسياسي أمريكي، ولد في 22 فبراير 1782 في كليفراك في الولايات المتحدة، وتوفي في 3 يناير 1854 في Schoharie, New York ‏ في الولايات المتحدة. نشط حزبياً في الحزب الفيدرالي الأمريكي. وقد انتخب عضو مجلس النواب الأمريكي ‏.